# Andreas Dominikus Zaupser

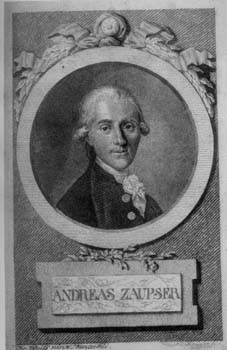
Andreas Dominikus Zaupser

Andreas Dominikus Zaupser (* 20. Dezember 1746 in München; † 1. Juli 1795 ebenda), war ein bayerischer Jurist, Philosoph, Schriftsteller und Mitglied der Illuminaten, der im Sinne der Aufklärung gewirkt hat. Bekannt ist er heute vor allem durch sein 1789 erschienenes Buch Versuch eines baierischen und oberpfälzischen Idiotikons.

## Leben
Der für den geistlichen Stand Bestimmte trat nach dem Gymnasialabschluss 1763 am Jesuitengymnasium München (heute: Wilhelmsgymnasium München) in das Benediktinerkloster Oberaltaich ein, verließ jedoch das Noviziat aus gesundheitlichen Gründen. In München absolvierte er ein Studium der Rechtswissenschaften und wurde zu einem Kämpfer für die Aufklärung. Beruflich stieg er vom Registrator zum Hofkriegsratssekretär (1773) auf. In diesem Jahr veröffentlichte er eine rechtswissenschaftliche Schrift „Gedanken über einige Punkte des Kriminalrechts“. 1774 wurde er Expeditor und Hofgerichtsrat. 1781 trat er in den Malteser-Ritterorden ein. 1784 wechselte er ins Lehrfach und wurde Professor für Philosophie, Logik und Metaphysik, zuerst an der herzoglich-marianischen Landesakademie, dann an der Militärakademie. Seit 1779 war er ordentliches Mitglied der Bayerischen Akademie der Wissenschaften.
Andreas Zaupser war ein Anhänger der Aufklärung und praktizierender Freimaurer. In seinen Schriften kämpfte er vor allem gegen Macht und Einfluss der Kirche. Nach dem Tod des Kurfürsten Maximilian III. Joseph änderte sich die Lage für die bis dahin von diesem geförderte Aufklärung. Eine von Zaupser verfasste Schrift gegen die Inquisition brachte ihn im Jahr 1780 in einen erbitterten Streit mit dem Jesuiten Franz Xaver Gruber. Dieser ließ seine Schriften konfiszieren und zitierte ihn vor das Plenum der bayerischen Oberlandesregierung. Nachdem er aber dort das katholische Glaubensbekenntnis öffentlich abgelegt hatte, scheint dieser Vorfall seiner Karriere nicht weiter geschadet zu haben.
In dieser Zeit verfasste er sein für die Linguistik bedeutendstes Werk „Baierisches und oberpfälzisches Idiotikon“ über die bairische Sprache. Es dient später Johann Andreas Schmeller als eine Vorlage für sein vierbändiges Wörterbuch.
Zaupsers 1760 in Nürnberg im Druck erschienenes Werk Briefe eines Baiern an seinen Freund, über die Macht der Kirche und des Pabstes wurde noch im Erscheinungsjahr durch die Glaubenskongregation auf den Index der verbotenen Bücher gesetzt.
Er war mit Lorenz von Westenrieder befreundet.
Mit erst 49 Jahren erlag er einem schweren Lungenleiden.

## Baierisches Idiotikon

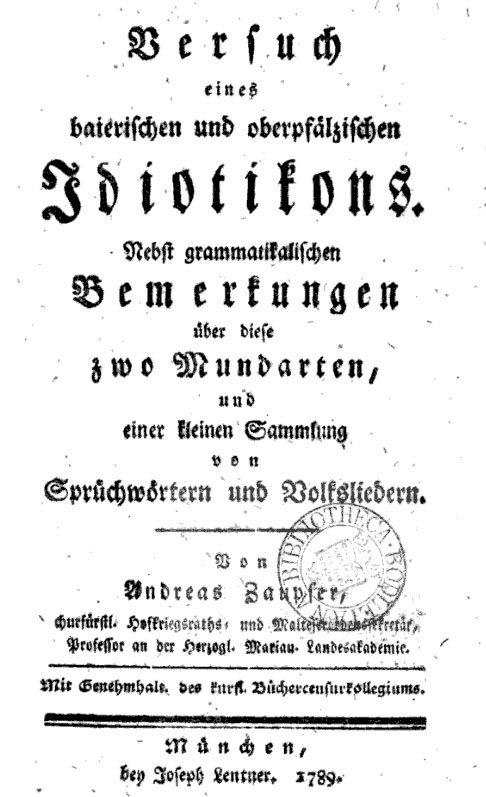
Verſuch eines baieriſchen und oberpfälziſchen Idiotikons, 1789

Sein für die Germanistik und die Dialektologie wichtigstes Werk ist sein Idiotikon, also Wörterbuch, des Bairischen in Ober- und Niederbayern sowie der Oberpfalz. Idiotikon war damals ein gängiger Begriff für ein Wörterbuch, also die Beschreibung eines Idioms, der keinerlei negative Konnotationen gehabt hat und beispielsweise in der Schweiz immer noch gängig ist. Dieses 1789 erschienene Buch ist aber nicht nur ein Bairisch-Hochdeutsch-Wörterbuch, sondern liefert im Vorwort auch eine längere Legitimation, warum dieses Buch überhaupt geschrieben wurde, die vor dem Hintergrund des spätbarocken Sprachenstreits zu verstehen ist (siehe Oberdeutsche Schreibsprache), sowie eine kurze Abhandlung zur Grammatik und der Aussprache des Bairischen.
Das Buch besteht aus zwei Bänden, die nacheinander im Jahr 1789 erschienen, wobei der zweite Band eine Ergänzung darstellt, inklusive einer Stellungnahme des Autors zur öffentlichen Rezeption des ersten Bandes. Der erste Band (125 Seiten) besteht aus folgenden Teilen:
- Titelblatt: siehe Bild rechts
- Widmung: Den zween groſſen deutſchen Sprachforſchern, Herren Adelung und Fulda, widmet dieſen Versuch Ihr ergebenſter Verehrer Zaupſer
- Vorwort: allgemeine sprachwissenschaftliche Erklärungen zum Bairischen, dem Oberpfälzischen sowie den benachbarten Mundarten in der Schweiz, in Tirol und Österreich. Weiters eine Legitimation des Autors, weshalb er dieses Werk schreibt.
- Grammatikaliſche Bemerkungen über die baieriſche und oberpfälziſche Mundart (durchnummerierte 105 Seiten)
  - Von den Artikeln (Seite 7–8)
  - Von den Zeitwörtern (Seite 8–9)
  - Wortliste A–Z (Seite 12–85)
  - Nachtrag (Seite 85–88)
  - Baieriſche und Oberpfälziſche Sprüchwörter (Seite 89–104)
  - Erratum (Druckfehler, Seite 105)
- Nachſtehende Bücher ſind auch in der Lentneriſchen Buchhandlung verlegt und um beygeſetze Preiſe zu haben

Der zweite Band trägt den Titel Nachleſe zum baieriſchen und oberpfälziſchen Idiotikon, hat 66 Seiten und gliedert sich wie folgt:
- Erſte Abtheilung. Lebende Mundart. Von Andreas Zaupſer
  - Auf Fuldas Grab (ein Gedicht auf Hochdeutsch für den ein Jahr zuvor gestorbenen Friedrich Carl Fulda, bei dem altgermanische Götter angerufen werden, 2 Seiten)
- Vorbericht welcher geleſen werden wünſcht (Hier nimmt der Autor Stellung zur teilweise kritischen Rezeption des ersten Bandes und verteidigt sich gegenüber deren Einwänden, 10 Seiten)
- Errata im Idiotikon (hier schlägt er eine noch dialektalere Schreibweise für einzelne Wörter aus dem ersten Band vor)
- Noch einige grammatiſche Bemerkungen (durchnummerierte 51 Seiten)
  - Allgemeine linguistische Ausführungen (Seite 2–8)
  - Wortliste A–Z (Seite 8–44)
  - Anhang (Seite 45–48)
  - Noch einige in Baiern und der oberen Pfalz gewöhnliche Sprüchwörter (Seite 48–51)

Interessant ist die Tatsache, dass die von ihm dokumentierte Sprachform dem heutigen Bairisch, also dem Dialekt, nicht allerdings der ans Hochdeutsche angepassten Umgangssprache, weitgehend entspricht, obwohl das Werk vor mehr als 200 Jahren publiziert wurde. Im Vorbericht vom zweiten Band, in dem der Autor sein Werk verteidigt, werden außerdem die wichtigsten heute noch in sehr ähnlicher Weise vorgebrachten Argumente gegen eine Kodifizierung des Bairischen und gegen dessen Status als eigenständige und vollwertige Sprache bereits erwähnt und aufgegriffen.

## Historischer Kontext
Andreas Zaupser begann sich mit sprachwissenschaftlichen Themen zu beschäftigen als der spätbarocke Sprachenstreit gerade zu Gunsten der ostmitteldeutschen Schriftnorm nach Johann Christoph Gottsched entschieden worden war. Damit hatte sich diese Variante als alleinige Basis für die neuhochdeutschen Standardsprache durchgesetzt. Die Generation von sprachwissenschaftlich interessierten Gelehrten, die nach Ende des spätbarocken Sprachenstreits zu schreiben begann, hatten entweder die Intention diese neuen Schriftnorm so schnell wie möglich zu allgemeiner Anerkennung zu verhelfen, oder sie standen in stiller Opposition gegenüber der gerade getroffenen Entscheidung. Andreas Zaupser gehörte eher zur zweiten Gruppe.
Nachdem an der neuen deutschen Schriftsprache auf Basis der Obersächsischen Mundart nicht mehr zu rütteln war, konnte jegliche Beschäftigung mit oberdeutschen Sprachformen ab diesem Zeitpunkt nur mehr auf Grund der neu entstehenden Dialektologie oder Volkskunde geschehen. Diese war jedoch erst im Entstehen und so benutzte Zaupser auch das Wort „Baierisch“ noch nicht im heutigen linguistischen Sinn. Er meinte damit die Dialekte in Ober- und Niederbayern, weshalb er auch das Nordbairische aus der Oberpfalz explizit separat erwähnt. Interessant dazu ist seine eigene Analyse im Vorwort:
„Die baieriſche Mundart iſt nach dem Urtheile der Reiſebeſchreiber unter allen deutſchen die rauheſte nach der schweizeriſchen. Dürften ſie nicht hinzuſetzen, nach der tyroleriſchen? Der Tyroler füllte beyde Backen, wenn er zu reden anfängt. Sein Mund ſcheint von hundert Wörtern trächtig, wie er mit Einemmale, qua data porta, herausſtoſſen will. Die Sprache der Baiern ist zwar nicht minder hart, aber nicht gar ſo voll und pausbackend, wie die ſeiner südlichen Nachbarn. Man bemerkt vielmehr etwas Gemächliches und Nachläßiges in der Ausſprache des gemeinen Mannes in Baiern, welches nicht wenig zur Unverſtändlichkeit seiner Ausſprache in niederdeutſchen Ohren beiträgt.“
Man merkt in dieser Aussage eine deutliche Abgrenzung der oberdeutschen Mundarten gegenüber den nördlicheren, die Zaupser interessanterweise „niederdeutsch“ nennt; ein Begriff, der heute enger definiert ist (siehe Niederdeutsch).
Zur Sprache in Österreich, und damit meint Zaupser das damalige Erzherzogtum Österreich ohne Salzburg und das Innviertel, sagt er im Vorwort seines Idiotikons:
„Die nächſte Verwandſchaft hat die baierische Sprache mit der öſterreichiſchen. Herr Adelung nennt dieſe ſogar die Tochter der baieriſchen. Sie iſt wirklich weicher, feiner und geſchwinder als ihre Mutter, und in ihrem Accente bemerken die Ausländer etwas kreiſchendes, welches bey der baierischen nicht der Fall iſt. Beyde zuſammen genommen nennt man die Donauſprache.“
In diesen Aussagen sind alle wichtigen linguistischen Erkenntnisse der späteren Dialektologie, wie auch einige Topoi und Clichés, die bis heute in derselben Form wiederholt werden, bereits vorhanden. Er betont allerdings, dass die bairische Sprache gemeinsam mit dem Österreichischen durchaus reich an Vokabular ist und den anderen in nichts nachsteht:
„Sie haben viele gemeinſchaftliche, den Niederdeutſchen unbekannte Wörter, denen es am Ausdrucke deſſen, was ſie bezeichnen gar nicht fehlet.“
Bemerkenswert ist weiters, dass Zaupser sein Buch den beiden prominenten Sprachgelehrten seiner Zeit, Friedrich Carl Fulda (1724–1788) und Johann Christoph Adelung (1732–1806) widmet, wobei der erstere sein Pendant aus dem schwäbisch-württembergischen Raum war, Adelung hingegen war einer der energischsten Verfechter der neuen Schriftnorm und zum Teil mitverantwortlich für die negativen Clichés gegenüber den oberdeutschen Mundarten.
Nach dem Tod von Andreas Zaupser geriet sein Werk teilweise in Vergessenheit, vor allem in der späteren historischen Beurteilung durch die Germanistik. Das lag einerseits an den turbulenten Zeiten nach Veröffentlichung des Idiotikons, der Französischen Revolution und den napoleonischen Kriegen. Andererseits entstand durch diese politischen Ereignisse und das Ende des Heiligen Römischen Reichs auch erst ein politischer Deutschnationalismus, der vor allem auch durch die neu entstandene Germanistik getragen wurde und tendenziell dialektfeindlich war.
Der Nachwelt bekannter ist Johann Andreas Schmeller (1785–1852), welcher heute als Begründer der Mundartforschung in Deutschland gilt.

## Werke
- Andreas Zaupsers sämtliche Gedichte. München 1818.
- Briefe eines Baiern, an seinen Freund, über die Macht der Kirche und des Pabstes. München 1770.
- Der letzte Abend im Jahre 1776 und das neue Jahr 1777. 2 Oden. München 1777.
- Gedanken ueber einige Punkte des Criminalrechts. München 1781.
- Noch ein paar Worte ueber den falschen Religionseifer. Den VI. Punkten eines Ungenannten entgegengesetzt. München 1780.
- Ode auf die Inquisition. München 1777/1780.
- Ueber den falschen Religionseifer auf Veranlassung der Nachricht von der heurigen Londoner-Aufruhr. München 1780. (Digitalisat)
- Versuch eines baierischen und oberpfälzischen Idiotikons. München: Joseph Lentner, 1789. (Bibliotheca Bodleiana, University of Oxford - Download über Google Buchsuche)